# Encyclopédie Hachette Multimédia
L'Encyclopédie Hachette Multimédia est une encyclopédie publiée par Hachette qui était disponible sur CD-ROM, DVD et Internet,,,,,,,,,,,,,,. L'édition 1999 comportait 50 000 articles et incluait un dictionnaire avec 65 000 définitions. Son contenu multimédia comptait 6000 photographies, 200 documents sonores et plus de 100 animations et vidéos, ainsi que des atlas et des expériences interactives.
L'édition cédérom et DVD-ROM 2005 fonctionne sous Windows, Mac OS et Linux grâce à l'utilisation de la technologie XUL.
L'Encyclopédie Hachette Multimédia n'est plus vendue en CD/DVD et s'est terminée avec la version 2007. L'accès Internet n'existe plus depuis 2009.